# Ferdinand-Guillaume de Wurtemberg-Neuenstadt
Ferdinand Guillaume, duc de Wurtemberg-Neuenstadt (12 septembre 1659, à Neuenstadt am Kocher – 7 juin 1701, L'Écluse), est un général de l'armée néerlandaise.
Ferdinand Guillaume est le sixième enfant de Frédéric de Wurtemberg-Neuenstadt. Il participe à la Bataille de la Boyne en 1690 et à la Bataille de Steinkerque en 1692.
Nommé général le 20 août 1693, après la Bataille de Neerwinden, il est commandant de la Garde te Voet, succédant au comte de Solms tué dans cette bataille.